# Demokratie Jetzt

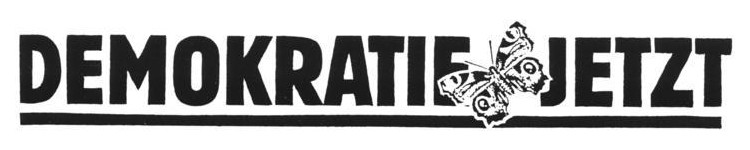
Logo von Demokratie Jetzt

Demokratie Jetzt (Kurzbezeichnung: DJ) war eine der Bürgerbewegungen, die in der DDR in der Wendezeit entstanden und diese wesentlich mitprägten. Sie wurde am 12. September 1989 offiziell gegründet und ging 1991 durch Fusion mit Teilen des Neuen Forums und der Initiative Frieden und Menschenrechte im Bündnis 90 auf.

## Vorgeschichte
Demokratie Jetzt hatte seine Wurzeln in einem Arbeitskreis „Initiative für Absage an Praxis und Prinzip der Abgrenzung“ der Berliner Evangelischen Bartholomäusgemeinde. Dieser hatte im April 1987 einen Antrag an die Synode der Evangelischen Kirche in Berlin-Brandenburg gestellt, diese möge eine Absage an Praxis und Prinzip der Abgrenzung aussprechen und gleichzeitig für eine Reihe politischer Forderungen, zum Beispiel die Reisefreiheit, eintreten. In der Formulierung lehnte er sich bewusst an die „Absage an Geist, Logik und Praxis der Abschreckung“ an, die die Synode des Bundes der Evangelischen Kirchen in der DDR als friedenspolitisches Bekenntnis 1983 aussprach. Nachdem die Synode den Antrag zunächst in zwei ihrer Ausschüsse und zur Diskussion an die Gemeinden gegeben hatte, wandte sich der Arbeitskreis in einem Aufruf an die Christen in der DDR, diese Thematik zu diskutieren. In der Folge fanden Seminare zu diesem Thema statt; auch die Synode des Bundes der Evangelischen Kirchen in der DDR beschäftigte sich im September 1987 und 1988 mit dem Thema Abgrenzung in der Gesellschaft. Am 13. August 1989 fand in der Treptower Bekenntniskirche eine Veranstaltung anlässlich des 28. Jahrestages des Mauerbaus statt, auf der Hans-Jürgen Fischbeck, Mitglied des Arbeitskreises, eine oppositionelle Sammlungsbewegung zur demokratischen Erneuerung in der DDR forderte.

## Gründungsaufruf
Am 12. September 1989 wurde in diesem Arbeitskreis ein „Aufruf zur Einmischung in eigener Sache“, der Gründungsaufruf von Demokratie Jetzt, verabschiedet. Er trägt 12 Unterschriften von Mitgliedern dieses Arbeitskreises, die fast alle aus Berlin stammen, unter ihnen der Physiker und Synodale Hans-Jürgen Fischbeck, die Mitbegründerin der Organisation Frauen für den Frieden Ulrike Poppe, der Kirchenhistoriker Wolfgang Ullmann und der Filmregisseur Konrad Weiß. Der Aufruf startet mit dem Satz „Unser Land lebt in innerem Unfrieden.“ und beschreibt dann in mehreren Absätzen die Situation in der DDR. Ausgehend davon wird zur Gründung der Bürgerbewegung „Demokratie Jetzt“ aufgerufen und einige allgemeine Ziele wie eine „solidarische Gesellschaft“, „Freiheit und Menschenwürde für alle“, ein „lebendiger Pluralismus“, Rechtsstaatlichkeit und der Einklang von Ökonomie und Ökologie benannt. Auf einem Vertretertreffen Anfang 1990 solle ein Grundsatzprogramm beschlossen werden. Angestrebt würde eine Teilnahme mit einer eigenen Liste an der nächsten Volkskammerwahl.
Dem Aufruf waren „Thesen für eine demokratische Umgestaltung in der DDR“ beigefügt, in denen eine Vielzahl konkreter politischer Forderungen zur Demokratisierung von Staat und Wirtschaft, zur Entkoppelung von Staat und Gesellschaft sowie zur ökologischen Umgestaltung erhoben wurden. Auch die Einheit Deutschlands war in diesen Thesen als Ziel bereits formuliert: „Wir laden die Deutschen in der Bundesrepublik ein, auf eine Umgestaltung ihrer Gesellschaft hinzuwirken, die eine neue Einheit des deutschen Volkes in der Hausgemeinschaft der europäischen Völker ermöglichen könnte. Beide deutsche Staaten sollten um der Einheit Willen aufeinander zu reformieren.“

## Geschichte
Ende Oktober 1989 startete Demokratie Jetzt eine Unterschriftenaktion zur Änderung des Artikels 1 der Verfassung, der den Führungsanspruch der SED festschrieb. Im November verbreitete Demokratie Jetzt den Vorschlag eines „Vierseitigen Tisches“, an dem Vertreter der SED, der Blockparteien und Mitglieder der Kirche und der Bürgerrechtsbewegungen teilnehmen sollten, ein Vorschlag, der im Dezember in Form des Runden Tisches umgesetzt wurde. Ab Dezember tagte der Runde Tisch, an dem Demokratie Jetzt mit zwei Vertretern teilnahm. Seine Sprecher waren Hans-Jürgen Fischbeck, Ulrike Poppe, Konrad Weiß und Wolfgang Ullmann.
Zur Volkskammerwahl 1990 trat Demokratie Jetzt in einem Wahlbündnis mit dem Neuen Forum und der Initiative Frieden und Menschenrechte an, das 2,9 Prozent der Stimmen und 12 der 400 Sitze erreichte. Mit den acht Abgeordneten der Grünen Partei in der DDR bildeten sie zusammen die Fraktion Bündnis 90/Grüne. Demokratie Jetzt trat ein für eine soziale und ökologische Marktwirtschaft, für Rechtsstaatlichkeit und für die Einheit Deutschlands in drei Stufen (Annäherung, Staatenbund, Bund deutscher Länder).
Am 21. September 1991 gründete sich in Potsdam aus Teilen des Neuen Forums, der Initiative Frieden und Menschenrechte und Demokratie Jetzt das Bündnis 90 als Partei, die sich wiederum im Mai 1993 mit den Grünen vereinigte. In Sachsen gründete Demokratie Jetzt schon im September 1991 gemeinsam mit Grünen, Neuem Forum und der Initiative Frieden und Menschenrechte die Partei Bündnis 90/Die Grünen in Sachsen.

## Bekannte Mitglieder
Almuth Berger, Stephan Bickhardt, Hans-Jürgen Fischbeck, Katrin Göring-Eckardt, Regine Hildebrandt, Ludwig Mehlhorn, Ulrike Poppe, Wolfgang Tiefensee, Wolfgang Ullmann, Konrad Weiß